# Calophasia volmeri
Calophasia volmeri là một loài bướm đêm trong họ Noctuidae.